# سن-اتین-سور-شالارون
سن-اتین-سور-شالارون (به فرانسوی: Saint-Étienne-sur-Chalaronne) یک کمون در فرانسه است که در Canton of Thoissey واقع شده‌است.

## خصوصیات
سن-اتین-سور-شالارون ۲۰٫۹۹ کیلومترمربع مساحت و ۱٬۴۱۵ نفر جمعیت دارد و ۲۱۷ متر بالاتر از سطح دریا واقع شده‌است.